# Lepidonectes bimaculatus
Lepidonectes bimaculatus is een straalvinnige vissensoort uit de familie van de drievinslijmvissen (Tripterygiidae). De wetenschappelijke naam van de soort is voor het eerst geldig gepubliceerd in 1992 door Allen & Robertson.